# Вежбалиште (Алкеј)
Вежбалиште (грч. Παλαῖστρα, комедија аутора Алкелеја, који је био  старогрчки комедиограф и стварао у оквиру старе атичке комедије.